# Peter Hammill
Pour les articles homonymes, voir Hammill.
Peter Joseph Andrew Hammill, né le 5 novembre 1948 à Ealing, est un chanteur auteur-compositeur-interprète britannique, membre fondateur du groupe rock progressif Van der Graaf Generator. Bien qu’il soit pianiste et guitariste, c’est sa voix qui le distingue le plus. Il est également producteur de ses disques et occasionnellement de ceux d’autres artistes. Peter parle couramment l'italien. Il est marié depuis 1978 à Hilary, à qui l'on attribue la prise de la photo pour la couverture de In a Foreign Town. Ils ont trois enfants, Holly, Beatrice et Phoebe. Holly et Beatrice Hammill chantent des voix de soprano sur une chanson de Everyone You Hold et sur deux autres de None of the Above. Holly Hammill a écrit la chanson "Eyebrows" sur Unsung et co-écrit "Personality" sur Everyone You Hold[réf. nécessaire].

## Biographie
Peter Hammill est natif d’Ealing, et sa famille a déménagé à Derby alors qu’il avait 12 ans. Il a fait des études de Liberal Studies (matière qui se rapproche de la culture générale et de la philosophie) à Beaumont College, puis des études scientifiques à l’université de Manchester.
Il est membre fondateur du groupe Van der Graaf Generator qu'il a d'abord formé en 1967 pour le dissoudre en 1978, puis l'a reformé en 2005, tout en poursuivant en parallèle également une longue carrière solo.
La carrière solo de Peter Hammill commence en 1971 avec l'album Fool's Mate alors que la formation Van der Graaf Generator existe toujours. Durant les années 1970 il existe une grande proximité entre sa production personnelle et celle du groupe. D'un côté, il accentue la tendance faisant de lui l'auteur exclusif de la très grande majorité des chansons du groupe et, de l'autre côté, ce sont les membres du groupe qui l'accompagnent musicalement dans ses albums solo. On note toutefois une plus forte propension à aborder des thèmes plus personnels, voire intimes, dans ses albums solo alors que la thématique du groupe reste plus universelle.
Alors que le groupe vit sa première dislocation, il publie en 1975 l'album Nadir's Big Chance dans lequel certains, dont John Lydon des Sex Pistols, ont voulu voir un précurseur du courant punk,,.
Il est très malaisé de définir de grandes périodes dans sa production. À l'image de sa musique, celle-ci ne succombe qu'exceptionnellement aux modes et fait l'objet de nombreuses ruptures et retours en arrière constituant un ensemble d'apparence chaotique. Malgré une production abondante, il est rare d'avoir le sentiment d'une continuité d'un album à l'autre, même s’il n'explore pas tous les horizons musicaux, sa production reste très diversifiée et témoigne d'une recherche constante de nouveautés sonores,.
Jusqu'à pH7 (1979) il est publié sous le label Charisma Records. À partir de cette date il a publié sous différents labels jusqu'en 1991 où il monte son propre label Fie! qu'il inaugure avec la publication de Fireships. C'est sous ce label que sont désormais publiées toutes ses nouvelles productions et rééditées la plupart de ses œuvres antérieures.
En décembre 2003 il survit à une attaque cardiaque, qui, si elle met fin à sa période de fumeur, ne fait qu'interrompre brièvement sa carrière musicale puisqu'il repart en tournée moins d'un an après et sort l'album Incoherence. Fin 2004 il se rend en Italie pour recevoir le Prix Tenco en tant qu'auteur.
En décembre 2006 il sort Singularity, et Thin Air en juin 2009. Un double CD Live: "Pno, Gtr, Vox" est sorti en octobre 2011. Consequences en avril 2012 est son dernier album studio en date.

## Sa voix
La voix de Peter Hammill est sans doute l’élément qui le distingue le plus. Enfant il était choriste chez les jésuites, son accent reste toujours typiquement anglais « middle class » (plutôt qu’américain) et s’étend du chuchotement jusqu’au cri ou hurlement (qui demeurent toutefois très maîtrisés). Le registre vocal va du baryton jusqu’au fausset et passe aisément de l'un à l'autre, il grogne, murmure, voire crie à tel point que l’on a souvent comparé sa voix à la guitare de Jimi Hendrix,.

## Paroles
Mis à part quelques rares exceptions, Four Pails (Skin), Been alone so long (Nadir's big chance) et Time for a change (PH7), toutes de Chris Judge Smith, et Smile, d'Herbert Gronemeyer (In a foreign town), il est l'auteur unique de l'ensemble des textes de sa production solo.
Peter Hammill fait preuve d’un lyrisme très caractéristique, ses thèmes de prédilection sont notamment l’amour, le temps, l’introspection et dans une moindre mesure la politique et la religion. Il fait quelquefois clairement références à des auteurs ou à des œuvres littéraires : Shakespeare, Edgar Allan Poe ou encore moins connus du grand public tel dans le titre Viking de l'album Fool's Mate.

## Musique
Autodidacte, outre sa voix, ses instruments sont le piano et la guitare aussi bien acoustique qu'électrique. Avec le temps et l'arrivée des technologies numériques, Peter Hammill réalise lui-même la plupart des arrangements.
Du fait de sa participation à Van der Graaf Generator sa musique a souvent été qualifiée de rock progressif bien que Peter Hammill ait toujours réfuté cette affiliation tant au sein du groupe que vis-à-vis de sa carrière solo. Quand on lui pose la question, Peter Hammill admet lui-même que sa musique ne peut se réduire à une catégorie unique,.
En dehors de la permanence de sa voix si caractéristique, il existe une diversité telle que toute classification serait nécessairement réductrice. Il existe toutefois certaines caractéristiques qui sont comme une signature dans la plupart de ses compositions. Il est ainsi fréquent et presque systématique que la ligne mélodique fasse l'objet de ruptures souvent imprévisibles, voire chaotiques, et ce même pour un auditeur familier du style. La ligne mélodique fait elle-même l'objet de nombreuses variations parfois émaillées de surprenantes dissonances, qui passeraient aisément pour des « fausses notes », s’il n'était pas aussi manifeste qu'elles sont délibérées et parties prenantes de l'interprétation du moment.
L'album From the Trees semble toutefois marquer une rupture  avec ces caractéristiques pré-citées.

## Discographie

### Albums
- Fool's Mate (Juillet 1971) - Avec Hugh Banton, David Jackson, Robert Fripp, Guy Evans, etc.
- Chameleon in the Shadow of the Night (Mai 1973) - Avec les membres de Van Der Graaf Generator.
- The Silent Corner and the Empty Stage (Février 1974) - Avec les membres de Van Der Graaf Generator plus Randy California.
- In Camera (Juillet 1974)  - Avec Chris Judge Smith, Guy Evans, David Hentschel, etc.
- Nadir's Big Chance (Février 1975) - Avec les membres de Van Der Graaf Generator
- Over (Avril 1977) - Avec Nic Potter, Graham Smith, Guy Evans.
- The Future Now (Septembre 1978) - Avec David Jackson et Graham Smith
- pH7 (Septembre 1979) - Avec David Jackson et Graham Smith
- A Black Box (Août 1980) - Avec David Jackson et David Ferguson
- Sitting Targets (Juin 1981) - Avec David Jackson, Guy Evans, Morris Pert, Phil Harrison.
- Enter k (Octobre 1982) - Avec John Ellis, Nic Potter, Guy Evans, David Jackson.
- Loops and Reels (Juin 1983) - Peter est seul ici.
- Patience (Août 1983) - Avec David Lord, David Jackson, John Ellis, Nic Potter, Guy Evans.
- Skin (Mars 1986) - Avec Hugh Banton, David Jackson, Guy Evans, Stuart Gordon, etc.
- And Close As This (Novembre 1986) - Seul.
- Spur of the Moment (Février 1988) Instrumental, Avec Guy Evans.
- In a Foreign Town (Novembre 1988) - Stuart Gordon
- Out of Water (Février 1990) -
- The Fall of the House of Usher (November 1991, réédité en 1999)
- Fireships (March 1992)
- The Noise (March 1993)
- Roaring Forties (September 1994)
- X My Heart (March 1996)
- Sonix (November 1996)
- Everyone You Hold (June 1997)
- This (October 1998)
- The Appointed Hour (November 1999, instrumental, Avec Roger Eno)
- None of the Above (April 2000)
- What, Now? (June 2001)
- Unsung (October 2001, instrumental)
- Clutch (October 2002)
- Incoherence (March 2004)
- Singularity (December 2006)
- Thin Air (June 2009)
- Consequences (April 2012)
- Other World (February 2014, Avec Gary Lucas)
- ...All That Might Have Been... (November 2014)
- From the Trees (November 2017)
- In Amazonia (2019, Avec Isildurs Bane)
- In Translation (May 2021)
- In Disequilibrium (24 September 2021, Avec Isildurs Bane)

### Albums en concert
- 1985 : The Margin
- 1990 : Room Temperature
- 1993 : There Goes the Daylight
- 1995 : The Peel Sessions (BBC radio sessions)
- 1999 : Typical
- 2002 : The Margin + (Réédition de l'album de 1985 album avec un second disque bonus)
- 2006 : Veracious (Avec Stuart Gordon)
- 2011 : Pno, Gtr, Vox
- 2012 : Pno, Gtr, Vox Box (Coffret de 7 CD issus de concerts incluant les 2 CD de "Pno, Gtr, Vox" limité à 2000 exemplaires.) Chaque CD obéit à un thème :
  - "Et si j'avais oublié ma guitare ?"
  - "Et s'il n'y avait pas de piano ?"
  - "Et si je savais que c'était mon dernier concert ?"
  - "Et si je ne jouais que des chansons de Van Der Graaf ?"
  - "Et si ce n'était que des chansons jamais jouées au Japon ?"
  - "Et si les chansons n'étaient pas dans ma Setlist ?"
  - "Et si c'étaient les meilleures versions alternatives ?"
- 2018 : X / Ten
- 2019 : NotYetNotNowBox

### Compilations
- Vision (1978)
- The Love Songs (1984)
- The Essential Collection (1986, Enter K plus Patience)
- A Fix On The Mix (compilation) (1992)
- The Storm (Before The Calm) (1993)
- The Calm (After The Storm) (1993)
- Offensichtlich Goldfisch (1993)
- After The Show (1996)
- Past Go (1997)
- The Thin Man sings Ballads (2002)

### Collaborations
- Peter Hammill & Guy Evans :
  - Spur of the Moment (1988)
  - The Union Chapel Concert (1997)
- Peter Hammill & Roger Eno :
  - The Appointed Hour (1999)
- Peter Hammil & Gary Lucas
  - Other world (2014)

### Participations
- Colin Scot, Colin Scot (1971) – Chœurs sur plusieurs chansons
- Le Orme, Felona and Sorona (1974) – A écrit des textes anglophones pour l'album déjà paru en italien Felona e Sorona (1973)
- Robert Fripp, Exposure (June 1979) – coécrit et chanté sur "Disengage", chant sur "Chicago", et en duo avec Terre Roche sur "I May Not Have Had Enough of Me but I've Had Enough of You"
- Ludus, The Visit (1980) – A apporté de l'"attention et des conseils"
- Peter Gabriel, Security (September 1982) – Chœurs sur "The Family and the Fishing Net", "Shock the Monkey" et  "Lay Your Hands on me"
- Georgia II, The Flag / Tunnel Vision (1982) – Chœurs et guitare
- The Long Hello, The Long Hello Volume 3 (David Jackson) (1982) – Solo d'orgue et claviers sur "The Honing of Homer"
- Miguel Bosé, Bandido (1984) – Textes pour "South of the Sahara" et "Domine Mundi"
- Islo Mob, Wir Sind das Abenland (1985) – Chœurs
- Damian Hawkyard, Ill at Ease (1986, EP) – Chœurs
- Ayuo, Nova Carmina (1986) – Chœurs
- Kazue Sawai, Eye To Eye (1987) –Contribué sur "A Song To Fallen Blossoms"
- Herbert Grönemeyer, What's All This (1988) – Textes anglophones
- Crazy House, Still Looking For Heaven On Earth (1988) – Piano sur "Feel That Way"
- Alice, Il sole nella pioggia (1989) – Contribution aux textes et chant sur "Now and Forever"
- Nic Potter, The Blue Zone (1990) – Guitare sur "Ocean Blue"
- Judge Smith, Democrazy (1991) – Coécrit et joué sur plusieurs chansons
- Peter Gabriel, Us (September 1992) – Chœurs sur "Digging in the Dirt"
- Christian Demand, Kleine Fluchten (1993) – Guitare Midi et chant
- The Stranglers, The Stranglers and Friends – Live in Concert (1995) – Chant sur"Tank" et "The Raven"
- Ayuo, Songs from a Eurasian Journey (1997) – Chant sur plusieurs chansons
- Saro Cosentino, Ones And Zeros (1997) – Coécrit et chanté sur "Phosphorescence" et "From Far Away"
- David Cross, Exiles (1997) – Chant sur "Tonk" et "Troppo"
- Moondog, Sax Pax for a Sax (November 1997) – Chœurs
- Wolfram Huschke, Alien Diary (1998) – Chœurs sur "Black Rose"
- Pale Orchestra conducted by David Thomas, Mirror Man Act 1: Jack & The General (1998) – Joué l'harmonium, les claviers et la guitare
- Alice, Exit (1998) – Textes sur "Open Your Eyes"
- Artistes variés, Hommage à Polnareff (1999) – Chant sur "Jour Après Jour"
- Jackie Leven, Defending Ancient Springs (2000) – Joué l'harmonium, les claviers et la guitare sur "Murbid Sky"
- Judge Smith, Curly's Airships (October 2000) – A joué le rôle de Lord Thomson
- Ayuo, Earth Guitar – 1000 Springs And Other Stories (2000) – A chanté avec la chorale gothique et a lut de la poésie
- Premiata Forneria Marconi, PFM Live in Japan 2002 (2002) – Chant sur "Sea of Memory"
- David Rhodes, Bittersweet (2009) – Chœurs
- Memories of Machines, Warm Winter (May 2011) – Guitare
- Tim Bowness, Stupid Things That Mean the World (July 2015) – Chœures et guitare slide
- Notopia, Celebrating Life  (November 2017) – Chant sur "Celebrate" et "Connect"
- Tim Bowness, Flowers at the Scene (March 2019) – Chant sur "It's the World" et "Killing to Survive"
- Tim Bowness & Peter Chilvers, Modern Ruins (May 2020) – Guitare sur "Blog Remember Me"
- Jakko Jakszyk, Secrets & Lies (October 2020) – Chant, guitare et textes
- The Amorphous Androgynous, We Persuade Ourselves We Are Immortal (2020) – Textes et guitare
- Lush Fresh Handmade Sound, Tales of Bath (19 March 2021) – Chant sur "The Cutty Wren" et "In a Bath Teashop"
- Tim Bowness, Butterfly Mind (2022) – Chant et guitare sur "Say Your Goodbyes" et "We Feel"
- Saro Cosentino, The Road To Now (2022) – Chant et guitare sur "The Joke", "November", "Time to Go" et "When Your Parents Danced"

### Producteur
- Random Hold : Avalanche (1980) 2 CD
- David Jackson : Fractal Bridge (1996)

## Productions diverses
De façon plus anecdotique, Peter Hammill est également l'auteur de deux recueils de chansons, poèmes, fables et nouvelles :
- Killers, Angels, Refugees (publié par Charisma Books 1974)  (ISBN 0-85947-002-4)/ (ISBN 978-0859470025)
- Mirrors, Dreams and Miracles (publié par Sofa Sound en 1982)